# Вражья сила (опера)
«Вра́жья си́ла» — опера А. Н. Серова в 5 актах, созданная по мотивам пьесы А. Н. Островского «Не так живи, как хочется». Основная часть партитуры написана в 1867—1868 годах. После смерти Серова в 1871 году оперу завершили жена композитора В. С. Серова и Н. Ф. Соловьев. Премьера оперы состоялась 7 апреля 1871 года в Мариинском театре в Санкт-Петербурге под управлением Э. Ф. Направника.

## Действующие лица
- Илья, богатый московский купец — бас
- Пётр, его сын — баритон
- Даша, жена Петра — сопрано
- Посадские люди из Владимира:
Агафон, отец Даши — тенор
Степанида, мать Даши — меццо-сопрано
- Афимья, тётка Петра — меццо-сопрано
- Спиридоновна, хозяйка постоялого двора — меццо-сопрано
- Груня, её дочь — меццо-сопрано
- Вася, молодой купеческий сын — тенор
- Ерёмка, кузнец на постоялом дворе — бас
- Купцы, проезжие, ямщики, девушки в гостях у Груни, сбитенщик, прянишник, саешник, вожак медведя, бражники, стрелец, стрельчиха, толпа гуляющего народа, дудари и волынщики, ряженые в поезде «проводов масленицы».

Действие происходит в Москве в XVIII веке.

## Сюжет

### 1 действие
Грустно молодой купчихе Даше: муж Пётр Ильич разлюбил её, не бывает дома  и даже отца не слушает. У Петра же все помыслы о красавице Груне. Пришедший в гости приятель Петра Вася выдаёт Даше тайну: это он познакомил Петра с Груней, своей зазнобушкой, и теперь жалеет об этом. Даша, оскорблённая, хочет уехать к родителям.

### 2 действие
На постоялом дворе у Спиридоновны веселье. Хозяйка и пьяный кузнец Ерёмка развлекают заезжих купцов. Дочь хозяйки Груня поёт песни. Случайно, от приезжих, оказавшихся родителями Даши, подслушав их разговор с дочерью, Груня узнаёт, что Пётр обманул её, назвавшись холостым.

### 3 действие
Груня хочет отомстить Петру. Когда он ласково обращается к ней, то она поёт ему песню, в которой намекает, что он женат. Узнав, что здесь была Даша, Пётр взбешён. А когда он видит, как Груня ласкова с его приятелем Васей, совсем теряет голову.

### 4 действие
На масленичном гулянии веселятся Пётр и Ерёмка. Появляются Вася с Груней. Узнав, что это он выдал его тайну Даше, Пётр набрасывается на Васю. Его связывают. Под хохот гуляющих Груня насмехается над Петром. Ерёмка подбивает Петра избавиться от жены. Он приведёт её в лесную избушку ночью, если Пётр не поскупится. В ужасе слушает его Пётр, но желание быть с Груней сильнее разума. Сговор случайно подслушивает Вася.

### 5 действие
Ночью Ерёмка приводит Дашу, которая думает, что муж заболел. Пётр бросается на неё с ножом. Раздаётся звон бубенцов. Это едут Вася и родня Петра и Даши. Поздно. Она мертва. Пётр со стоном падает к ногам отца.

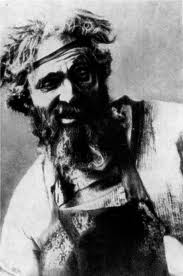
Ф. И. Шаляпин в образе Ерёмки

## История оперы
Сюжет пьесы А. Н. Островского «Не так живи, как хочется» в качестве основы для русской оперы порекомендовал композитору поэт и критик Аполлон Григорьев. Серову удалось уговорить автора пьесы написать стихотворное либретто для оперы.
В течение 1867 года было написано все либретто и основная часть партитуры. Но в середине 1868 года в процессе работы композитор решил, что сюжет необходимо изменить. Пьеса Островского завершается благополучной развязкой: при звуках церковного благовеста Пётр прозрел и смиренно покаялся в своих прегрешениях. Серов довёл драму до её логического завершения: считая жену причиной всех его бед, Пётр убивает её. Островский отказался от переделки сюжета, и композитор привлёк к работе над либретто П. И. Калашникова и Н. Ф. Жохова. Опера была почти завершена, однако композитор умер, не успев оркестровать её. После смерти Серова, опера была дописана его женой В. С. Серовой и Н. Ф. Соловьёвым. Премьера состоялась 7 (19) апреля 1871 года в Мариинском театре и не имела успеха.
Постановка возобновлена в Мариинском театре 14 ноября 1879 года, с Ф. Стравинским в партии Ерёмки; премьера в Москве состоялась 15 ноября 1881 года в Большом театре. Партия Ерёмки считается одной из самых ярких в творчестве Ф. И. Шаляпина, который первоначально исполнил её на сцене Московской частной оперы, а в 1902 году — в Большом театре.
В XX веке опера ставилась редко. Значительным событием была постановка оперы Шаляпиным в 1920 году в Петрограде под управлением Д. Похитонова с оформлением Б. Кустодиева. За постановку оперы в Большом театре в 1947 году режиссёр Б. Покровский был удостоен Сталинской премии I степени. Для этой постановки был переписан последний акт оперы (композитор Б. Асафьев, автор либретто Стремин), приближенный к сюжету пьесы Островского.
Критики отмечают, что «Вражья сила» — выдающееся и во многом новаторское произведение, раздвинувшее границы оперного искусства. Заслуга автора в том, что личную, семейную драму он показал в неразрывном единстве с бытовым фоном; слабость же его драматургии — в малой индивидуализации характеров. Композитору особенно удались жанровые сцены и бытовые эпизоды, во многом предвосхитившие достижения М. П. Мусоргского, Н. А. Римского-Корсакова, П. И. Чайковского в этой области. Одна из наиболее ярких страниц оперы — сцена масленицы (со знаменитой песней Ерёмки).